# Richard Morton (cestista)
Richard Lee Morton (San Francisco, 2 febbraio 1966) è un ex cestista e allenatore di pallacanestro statunitense, professionista nella NBA, nella CBA ed in Europa.

## Carriera

### Giocatore

#### College
Dopo un quadriennio alla Balboa High School ha giocato in NCAA per quattro anni, alla California State University, Fullerton. Nel suo primo campionato in 27 partite tiene medie di 5,7 punti ed 1,7 rimbalzi in 16,2 minuti a gara; da sophomore aumenta le sue statistiche a 13,3 punti e 1,9 rimbalzi di media, mentre nelle 30 partite giocate nel terzo anno tiene medie di 18,4 punti e 3,0 rimbalzi, che salgono a 22,0 punti e 3,7 rimbalzi nell'anno da senior.
Nella sua carriera universitaria ha disputato un totale di 113 partite, con medie di 15,1 punti e 2,6 rimbalzi a partita in 30,4 minuti di media.

#### Professionista
Si dichiara eleggibile per il Draft NBA 1988, nel quale non viene selezionato da nessuna squadra; nel corso della stagione 1988-1989 riesce comunque a giocare 2 partite in NBA con la maglia degli Indiana Pacers, con un totale di 6 punti ed 1 assist in 11 minuti complessivi nell'arco dei due incontri; dopo essere stato tagliato passa ai Topeka Sizzlers della CBA, venendo poi ceduto a campionato in corso ai Rochester Flyers. Nel 1997 ha giocato con i San Francisco City, nella San Francisco Pro-Am, una lega estiva disputata annualmente nella città californiana.
Successivamente è passato ai San Jose Jammers; nel suo secondo periodo nella squadra (successivo ad una parentesi nelle Filippine) ha anche partecipato all'All-Star Game della CBA; è rimasto nella squadra fino al 16 febbraio 1991, data in cui è stato ceduto agli Albany Patroons, con cui ha terminato la stagione ed è rimasto fino al 1992. Nei due campionati successivi ha giocato prima in Belgio e poi in Grecia. Ha disputato la sua ultima stagione in CBA con i Rapid City Thrillers, nel 1993-1994.
Nelle stagioni 1998-99 e 1999-2000 ha giocato nel campionato belga e in Coppa Saporta con i belgi dello Spirou; nell'edizione 1998-1999 di Coppa Saporta ha giocato 14 partite, con medie di 13,1 punti, 3,1 rimbalzi e 2,1 assist; l'anno seguente ha invece giocato 4 partite, con medie di 11,3 punti, 4,5 rimbalzi e 5,8 assist a gara. Nel corso della sua carriera ha anche giocato in Germania, Venezuela e Nuova Zelanda.

### Allenatore
Dal 2005 al 2007 ha allenato i San Francisco Pilots, franchigia della ABA 2000. Nell'estate del 2014 ha allenato i Bay Pride, una squadra di San Francisco (con cui aveva anche giocato nell'estate del 2001) militante nella San Francisco Pro-Am. Inoltre, dal 2007 al 2009 ha allenato a livello scolastico, come coach della squadra della Deer Valley High School.

## Palmarès

### Giocatore

#### Squadra
- Campionato belga: 1

Spirou Charleroi: 1998-1999
- Coppa del Belgio: 1

Spirou Charleroi: 1999

#### Individuale
- CBA All-Star (1990)
- San Francisco Pro-Am MVP (2001)